# 小禄良和
小禄親方良和（おろくうぇーかたりょうわ、1765年5月15日- 1818年2月22日）は、琉球王国の官僚。唐名は馬応昌（ば　おうしょう）を名乗った。
浜元良恭の子として出生したが、小禄良穎に継嗣がいなかったことから養子となる。後に、良和は馬氏小禄殿内と称される貴族家系の10代目当主となる。
尚灝王は即位に際し、1806年江戸に謝恩使を派遣した。この際良和は副使に任命され、正使の読谷山王子朝英と共に江戸に派遣され、翌年に帰沖した。 
1811年から1818年にかけては、三司官を務めた。